# Грађански рат у Угарској (1301—1310)
Грађански рат у Угарској (1301—1310) вођен је након изумирања мушке гране династије Арпад. После смрти Андрије III Арпада појавило се више претендената на угарски престо. Анжујци су, преко Карла Роберта, истакли претензије још за живота Андрије III, док су се након његове смрти као кандидати појавили и чешки владари Вацлав II и његов син Вацлав III, такође потомци Арпада по женској линији. Иста права на круну имао је и Стефан Владислав II, син сремског краља Драгутина, као и Отон III Вителсбах, баварски војвода, који ће се за круну борити између 1305. и 1307. године. Извесну улогу у грађанском рату одиграо је и ердељски војвода Ладислав III Кан који се није истакао као претендент. Утицај папства на крају је одиграо одлучујућу улогу, те је као победник из рата изашао Карло Роберт, оснивајући тако нову угарску династију која ће владати државом до смрти Лајоша I 1382. године.

## Позадина
Претензије династије Анжујаца на угарску круну заснивале су се на браку Карла II Напуљског, сина оснивача династије Карла I, са Маријом, ћерком угарског краља Стефана V и Елизабете Куманке. Стефан је иза себе оставио петоро деце: Ладислава IV, који ће Угарском владати од 1272. до 1290. и четири кћери: Марију, Каталину, Ану и Јелисавету. Каталина и Јелисавета ће се касније удати за српске краљеве; Каталина за Стефана Драгутина (1276—1282), а Јелисавета за његовог рођеног брата и наследника Стефана Милутина (1282—1321), док ће се Ана удати за византијског цара Андроника II. Брак Марије и Карла II није био једини династички брак између династије Анжујаца и Арпада. Ладислав IV се, још за очева живота, 1270. године оженио Елизабетом, ћерком Карла I и Беатриче од Провансе. Ладислав је, међутим, имао љубавнице, те је брак остао без потомства. Исте године закључен је и брак Карла и Марије. Они су имали четрнаесторо деце, што питање наследства престола у Напуљу није доводило у питање.
Ладислав је убијен од стране своје куманске гарде 1290. године. У земљи је избила борба за престо, мада је у животу био још један мушки припадник породице Арпад, Андрија. Он је био син Стефана Постхумног, који је у Угарској сматран за копиле, те је живео у Венецији. Он је био син Андрије II из трећег брака са супругом Беатриче. Из страха од Андријиног наследника, Беле, Беатриче је побегла из Угарске одмах након мужевљеве смрти. Стефан Постхумни је за Мађаре био странац. Из тих разлога многи великаши нису га хтели прихватити за владара. Они су сматрали да се Ладиславовом смрћу угасила лоза Арпада. Андрија ипак преузима власт и влада до 1301. године. Угарска је у последњој деценији 13. века у расулу. Долази до осамостаљења обласних господара који преузимају регална права у својим областима не марећи за централну власт. Претенденти на престо често су пружали подршку појединим господарима скупо плаћајући њихову подршку у борби за власт.
У таквој ситуацији, претензије на угарску круну истиче најстарији син Марије Угарске, Карло Мартел Анжујски. Његову кандидатуру подржала је мајка и на њега пренела своја права. Такође, Анжујци су уживали подршку папства. Карло Мартел Анжујски никада није стекао подршку већег дела племства. Умро је 1295. године, остављајући иза себе сина, Карла Роберта.

### Долазак Карла Роберта у Угарску
Анжујци су претензије на угарски престо испољили већ 1290. године. У складу са својим циљевима, настојали су да утицајне угарске олигархе привуку на своју страну. Најзначајнију подршку пружио им је хрватски бан Павле Шубић. Иста права као и Карло Роберт, на угарску круну имао је и син Каталине, Маријине сестре, Стефан Владислав Немањић. Он је био син Стефана Драгутина, тада сремског краља (1282—1316) који је, поред везе преко жене, био родбински везан за династију Анжујаца и преко мајке Јелене, сроднице Анжујаца. Карло Анжујски је у једном писму назива "предрагом рођаком". Због тога је 1292. године Карло Мартел Анжујски подарио Стефану Владиславу Славонију као "накнаду за помоћ у борби за угарски престо". Стварне власт на тим просторима Анжујци нису имали, те се Драгутин већ следеће године приближио Андрији, веривши свога сина за краљеву нећаку, Констанцу Морозини. Да ли је брак заиста и закључен, није познато. У науци је изражена сумња. Ипак, Драгутин није прекинуо своје везе са Анжујцима. Доказ је писмо које је 1300. године примио од Карла II у коме га овај обавештава да ће Карло Роберт те године доћи у Угарску. Писмо исте садржине Карло Напуљски послао је свим обласним господарима који су подржавали анжујске претензије на престо. Стефан Драгутин је био заузет грађанским ратом у својој земљи, те се у почетку рата није могао укључити у борбе за угарску круну. Због тога је у почетним годинама угарског грађанског рата подржао претензије Карла Роберта. Још један од разлога због којих је Драгутин подржао Карла Роберта могуће да је био и тај што је сматрао да ће тако привући папство на своју страну и тако стећи важног савезника у борби против Милутина.
Карло Роберт приспео је у Угарску још за живота Андрије III, када је имао свега једанаест година. Августа 1300. године он се искрцао у Сплиту. Далмација је тада била под влашћу Павла Шубића који Андрији није признавао краљевску власт. Он је био један од најмоћнијих присталица Карла Роберта. У Сплиту му је приредио величанствен дочек. Поред Павла, Карла је дочекао и сплитски надбискуп Петар. Карло Роберт је месец или два провео у далматинским градовима уживајући гостопримство хрватског бана. Потом се преко територије Бабонића, такође својих присталица, упутио ка Загребу. Пратио га је Павле Шубић. У Загребу је бригу о краљу-дечаку преузео Угрин Чак, господар Пожеге, који ће бити Карлов заштитник у наредном периоду. Даље од Загреба Карло Роберт није смео, јер су се тамо пружале територије под влашћу породице Кисеги, непријатељски расположене према Анжујцима.
Андрија III се није претерано бринуо због доласка Карла Роберта. Изгледа да су му много већу бригу задавали обласни господари. Он против анжујског претендента не предузима никакве мере. Карло је, међутим, у Загребу могао само да чека. На значају му је подигла подршка острогонског надбискупа Гргура Бичкејиа који је, по угарском праву, био задужен за крунисање угарских краљева. Андрија III се крајем 1300. године изненадно разболео. Умро је 14. јануара 1301. године. Његовом смрћу угасила се мушка грана династије Арпада. Права на круну прешла су на женску линију.

## Претензије чешког краља Вацлава II на угарску круну (1301—1305)
Анжујци и Карло Роберт нису били једини претенденти на угарску круну након смрти Андрије III. Озбиљнији претендент, који је уживао подршку већег дела угарског племства и цркве, био је Вацлав II, чешки краљ из династије Пшемисловића. Преко мајке, он је био праунук угарског краља Беле IV (1235—1270), оца Стефана V, односно деде Марије Угарске. Угарски великаши сматрали су га мањим странцем од Анжујаца. Такође, његов син, Вацлав III, кога је и настојао поставити на угарски престо, био је верен ћерком Андрије III, Елизабетом Тос. Угарско племство дало је Вацлаву круну те је он у Стоном Београду крунисан августа 1301. године за угарског краља под именом Ладислав. Још раније је острогонски надбискуп Гргур Бичкеи крунисао Карла Роберта за краља у Острогону. Ни једно ни друго крунисање није било легитимно. За крунисање угарског краља било је потребно испунити три услова: морало је бити обављено у Стоном Београду, од стране острогонског надбискупа и круном Светог Стефана. Карло Роберт је испуњавао један, а Вацлав два услова.
Карло Роберт је морао напустити несигурни Острогон, који убрзо бива освојен. Он се склонио на југ државе, у земљу Угрина Чака. Уточиште му је првих година грађанског рата (1301—1304) пружао Петроварадин, односно цистерцитски манастир Белфонс, основан у време владавине краља Беле, 1234. године, од стране Француза. Било је то својеврсно француско острво на југу Угарске. На избор Карлове престонице је поред тога утицала и заштита Угрина Чака, као и то што су се његове земље граничиле са Сремском земљом Стефана Драгутина, који је у том тренутку подржавао анжујске претензије.
Борбе Вацлава III и Карла Роберта трајале су од 1301. до 1305. године. Већину тог времена Карло је провео у Петроварадину. Историјски извори не пружају много података за почетне године грађанског рата. Наредне године Карло је безуспешно напао Будим. Вацлав је на почетку рата био у далеко повољнијем положају, уживајући подршку већине цркве и великаша. Међутим, пресутним се показао утицај папства. Калочко-бачки надбискуп Јанош био је непомирљиви противник Анжујаца и главни присталица Пшемисловића. Он је утицао на племство да подржи чешког претендента. Међутим, он умире 1301. године, након чега постепено угарски бискупи прелазе на страну Карла Роберта, под утицајем папе Бонифација и острогонског надбискупа Гргура. Последње што је папа Бонифације VIII учинио за свог штићеника било је то што је привукао Хабзбурге на његову страну. Хабзбурзи се одричу претензија на угарску круну и пружају подршку Анжујцима (први Хабзбург који ће накратко носити титулу угарског краља био је Алберт II Немачки, наследник Жигмунда Луксембуршког). Поред Хабзбурга, Карлу Роберту од племства прилази Лоранд Ратот и Амадеј Аба.

## Претензије Отона III Вителсбаха (1305—1307)
Ни Вацлавов положај у Угарској није био завидан. Подршка мађарског племства била је неискрена. Олигарси су се само формално потчинили чешком принцу. Вацлавов отац 1304. године предузима напад на Угарску са намером да потчини непокорне племиће. Увидевши слабост положаја свог сина у Угарској, он га одводи у Чешку августа исте године. На путу ка домовини морао се пробити кроз земље Матеја Чака.
Пшемисловићи нису вратили Мађарима круну Светог Стефана након што су одустали од престола. Вацлав своја права преноси на Отона III Вителсбаха, баварског војводу који је такође био потомак династије Арпад по женској линији. Он је био унук краља Беле, син његове ћерке Елизабете, која се удала за баварског војводу Хајнриха XIII, Отоновог оца. Приликом крунисања, Отон је испунио два услова. Крунисан је круном Светог Стефана и то у Стоном Београду, али од стране свега два угарска бискупа. Већина свештенства сада је већ била на страни Карла Роберта.
Отон ће се у Угарској задржати две године. Средином 1307. године ердељски (трансилванијски) војвода Ладислав III Кан нуди му руку своје кћери. Отон је сматрао да ће браком са ћерком моћног ердељског војводе учврстити свој положај. Међутим, Ладислав га је на превару заробио чим је стигао у његову државу. Тако се круна Светог Стефана нашла у рукама ердељског војводе. Отон се следеће године успео ослободити заробљеништва, али више није претендовао на угарску круну. У међувремену су умрли и чешки краљ и његов син, те је Карло Роберт остао једини претендент на круну.

## Претензије Стефана Драгутина (1307—1312)
Иако је остао једини претендент на престо, Карло Роберт још увек није могао постати легитимни краљ. Круна Светог Стефана налазила се у рукама ердељског војводе који ју је понудио сремском краљу Стефану Драгутину. Иако је у почетку грађанског рата подржао Карла Роберта, Драгутин је ушао у преговоре. Грађански рат у Србији се одужио, без изгледа да ће се Драгутин успети изборити за круну српског краља за свога сина Урошица. Стога је отпочео са преговорима о женидби свога сина Владислава за ћерку ердељског војводе. Владислав тада свакако није био у браку са Констанцом Морозини. Када је брак раскинут (уколико је и склопљен), није познато. Карло Роберт је покушао да Драгутина одврати од веза са Ладиславом. У ту сврху боравио је 1308. године у Петроварадину, али безуспешно. Борби између Карла Роберта и Стефана Драгутина је свакако било. О томе сведочи једна повеља Карла Роберта из 1310. године. Рат ће се завршити тек 1314. године.

## Завршетак грађанског рата
Карла Роберта за краља 1307. године нису прихватали најмоћнији угарски великаши. Он је уживао подршку Павла Шубића, Лоранда Ратота и Амадеја Абе, али су му права оспоравали Матеј Чак, породица Кисеги и Ладислав Кан. У наставку борби помогао му је папа Климент V, наследник Бонифација. Он у Угарску шаље легата Гентила који је имао задатак да најмоћније великаше приволи на страну Анжујца. Гентил је отпочео преговоре са сваким од њих одвојено. Први је власт анжујског претендента прихватио Матеј Чак, а убрзо после њега и Хенри Кисеги. Најдуже се томе опирао Ладислав Кан који није одустајао од жеље да постане таст угарског краља. Тиме је подстицао претензије сремског краља. Међутим, Гентил му је 1308. године претио екскомуникацијом због жеље да ћерку уда за "шизматичког" српског принца. Услед ових претњи Ладислав је попустио и обећао да ће у најкраћем року предати круну. Тако је Карло Роберт 27. августа 1310. године по рећи пут крунисан за угарског краља. Овога пута крунисан је у Стоном Београду, од стране острогонског надбискупа, круном Светог Стефана. Тиме је постао легитимни угарски краљ, те је интеррегнум окончан.

## Последице
Иако је Карло Роберт постао легитимни угарски краљ, његова власт је била само формална. Чак четворица великаша су у том тренутку носила функције палатина (Матеј Чак, Амадеј Аба, Копас Борча и Иштван Акош). Потчињеност ових великаша била је само званична. Сваки од њих је на својим територијама владао самостално. Матеј Чак је следеће, 1311. године, напао земље новог краља како би показао ко је стварни господар у Угарској. Око себе је Карло Роберт имао само узак круг присталица са којима ће у наредних десет година постепено сузбијати власт великаша.

## Галерија
- Карло Роберт, победник у грађанском рату. Споменик на Тргу хероја у Будимпешти.
- Вацлав II, чешки краљ који се борио за свога сина.
- Печат Вацлава III, претендента (1301-1305).
- Вацлав III напушта Угарску, Мађарска илустрована хроника.
- Отон III Вителсбах, баварски војвода, угарски краљ (1305-1307).
- Отон проналази круну Светог Стефана, Мађарска илустрована хроника.
- Стефан Драгутин, сремски краљ који се борио за свога сина.
- Сремска држава и земље Угрина Чака.
- Стефан Владислав II, претендент (1307-1312).
- Павле Шубић, обласни господар.
- Печат Амадеја Абе, обласног господара.
- Матеј Чак, обласни господар.